# Psilochorus hesperus
Psilochorus hesperus is een spinnensoort uit de familie trilspinnen (Pholcidae). De soort komt voor in de Verenigde Staten.